# 悉尼皇家植物園

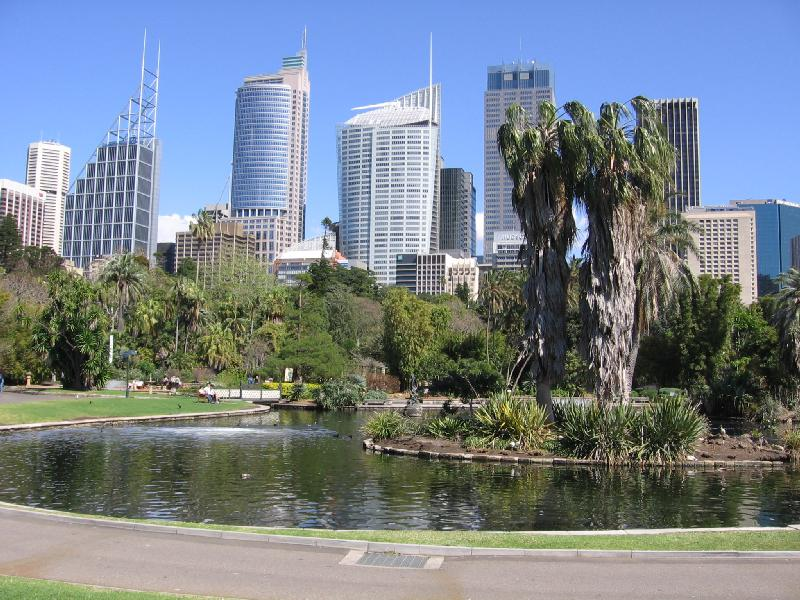
悉尼皇家植物園

悉尼皇家植物園（英語：The Royal Botanic Garden Sydney），位於澳洲新南威爾斯州，其西北端即悉尼歌劇院。 雪梨皇家植物園1816年建立，佔地30公頃（74英畝），是悉尼的一個大型的植物公園，由禁苑基金會管理，植物園與相鄰的悉尼禁苑於1999年4月2日被列入新南威爾士州遺產登記名冊。

## 外部連結
- 澳洲悉尼皇家植物園官方網址
- 位置地圖